# Kovács Melinda
Kovács Melinda (Budapest, 1959. április 25.) Széchenyi-díjas magyar állatorvos, egyetemi tanár, a Magyar Tudományos Akadémia rendes tagja. Kutatási területe az állatélettan, az állathigiénia és multidiszciplináris agrártudományok. 2019 és 2020 között a Kaposvári Egyetem rektora, 2020-tól a Magyar Agrár- és Élettudományi Egyetem tudományos és minőségbiztosítási rektorhelyettese. Édesapja Kovács Ferenc állatorvos, az MTA rendes tagja.

## Életpályája
1977-ben kezdte meg egyetemi tanulmányait az Állatorvostudományi Egyetemen, ahol 1982-ben szerzett diplomát. Ezt követően a Kaposvári Mezőgazdasági Főiskola oktatója lett, ezt a főiskola Pannon Agrártudományi Egyetem Állattenyésztési Karrá válása után is megtartotta. Az oktatói ranglétrát megjárva 1999-ben kapta meg egyetemi tanári kinevezését. A Kaposvári Egyetem 2000-es önállóvá válásakor folytatta a tanítást az élettani és állathigiéniai tanszéken. 2000 és 2003 között Széchenyi professzori ösztöndíjjal kutatott. 2019-ben az egyetem rektorává választották, azonban pozíciója az egyetem Magyar Agrár- és Élettudományi Egyetembe történő integrálásával megszűnt. Az új egyetemen tudományos és minőségbiztosítási rektorhelyettesi megbízást kapott. Ezenkívül az MTA és a Kaposvári Egyetem Mikotoxinok az Élelmiszerláncban Kutatócsoport vezetője is volt.
1988-ban védte meg az állatorvos-tudomány kandidátusi, 2005-ben akadémiai doktori értekezését. Az MTA Állatorvos-tudományi, illetve Állattudományi Bizottságának lett tagja. 2013-ban választották meg a Magyar Tudományos Akadémia levelező, 2019-ben rendes tagjává. Akadémiai tevékenysége mellett az OTKA zsűrijének is volt tagja. Emellett több tudományos egyesület munkájában is részt vesz, így a Magyar Állathigiéniai és Környezetvédelmi Társaság, valamint az International Society for Animal Hygiene, az International Society of Mycotoxiology és a World Rabbit Science Association tagja. Ezenkívül az Acta Agraria Kaposvariensis szakfolyóirat szerkesztőbizottságába is bekerült.

## Díjai, elismerései
- Heinrich Baur kutatói alapítványi díj (2002)
- Guba Sándor-emlékérem (2005)
- Szent-Györgyi Albert-díj (2010)
- Széchenyi-díj (2022)[1]
- Kaposvár díszpolgára (2023)[2]

## Főbb publikációi
- Állati eredetű takarmányok hasznosítható lizintartalma (társszerző, 1982)
- Data on the effects of the probiotic Lacto Sacc (társszerző, 1994)
- Detection of Ochratoxin-A in human blood and colostrum (társszerző, 1995)
- The effect of thermolysed brewer's yeast of high nucleotide content on some blood parameters in sheep (társszerző, 1998)
- Experiment to Determine Limits of Tolerance For Fumonisin B1 in Weaned Piglets (társszerző, 2000)
- Effects of prolonged exposure to low-dose fumonisin B-1 in pigs (társszerző, 2002)
- Residue formation of fumonisin B1 in porcine tissues (társszerző, 2003)
- Aflatoxin and ochratoxin-A content of spices in Hungary (társszerző, 2005)
- Effect of chronic T-2 toxin exposure in rabbit bucks, determination of the No Observed Adverse Effect Level (NOAEL) (társszerző, 2013)
- Individual and combined haematotoxic effects of fumonisin B1 and T-2 mycotoxins in rabbits (társszerző, 2014)
- A fumonizin B1 mikotoxin a táplálékláncban, egészségkárosító hatásai. Székfoglaló előadások a Magyar Tudományos Akadémián (2014)
- Individual and combined effects of fumonisin B1, deoxynivalenol and zearalenone on the hepatic and renal membrane lipid integrity of rats (társszerző, 2018)